# Sony Xperia 5
Sony Xperia 5 — це Android смартфон, який продається та виробляється Sony Mobile. Це частина флагманської серії Xperia від Sony, вона була представлена на щорічному заході IFA 5 вересня 2019 року. Пристрій є дешевшим, компактнішим варіантом Xperia 1.

## Дизайн
Xperia 5 дуже нагадує Xperia 1, але має менший форм-фактор. Як і 1, він використовує алюміній для рамки і Corning Gorilla Glass 6 для екрану та задньої панелі. Розташування кнопок збережено: кнопки гучності, живлення та спуску затвора, а також завжди увімкнений сканер відбитків пальців розташовані на правій стороні телефону. Однак гніздо для карти було переміщено ліворуч, а не встановлений у верхній частині Xperia 1. Примітно, що модуль камери, датчик кольору (RGBC-IR) і світлодіодний спалах були перенесені у верхній лівий кут пристрою, як і на попередніх телефонах Xperia. Верхній динамік, фронтальна камера, світлодіодні сповіщення та різні датчики розміщені у верхній панелі. Нижній край містить основний мікрофон і спрямований вниз динамік поруч із портом USB-C. При розмірах 158 мм × 68 мм × 8,2 мм Xperia 5 на 9 мм коротший і на 4 мм вужчий, ніж у Xperia 1. Зменшення розмірів також призводить до того, що пристрій стає легшим на 164 г (5,78 унції); він важить на 14 г (0,5 унції) менше, ніж 1. Присутній той самий рейтинг IP65/68 і доступні чотири кольори: синій, червоний, чорний і сірий.

## Технічні характеристики

### Апаратне забезпечення
Чипсет перенесено з 1, SoC Qualcomm Snapdragon 855 і графічного процесора Adreno 640, а також 6 ГБ оперативної пам'яті LPDDR4X. Xperia 5 доступний лише з 128 ГБ внутрішньої пам'яті UFS, але є деякі моделі на 64 ГБ, а розширення microSD підтримується до 512 ГБ із гібридною установкою двох SIM-карт. Дисплей менший і має нижчу роздільну здатність, ніж у Xperia 1 використовуючи 6,1 дюйма (155 мм) 21:9 1080p (1080 × 2520) HDR OLED-панель, що забезпечує щільність пікселів 449 ppi. Система камер подібна до Xperia 1 з точки зору апаратного забезпечення (основний об'єктив на 12 Мп, телеоб'єктив на 12 Мп та надширококутний об'єктива на 12 Мп з фронтальною камерою на 8 Мп), але в ньому відсутні можливості сповільненої зйомки 960 кадрів в секунду через відсутність складеного основного датчика пам'яті. Однак Sony покращила автофокусування Eye AF, дозволивши йому працювати зі швидкістю 30 кадрів в секунду. Акумулятор на 6 % менше, ніж у Xperia 1 через меншу фізичну площу, з ємністю 3140 мА·г, який можна заряджати до 18 Вт через порт USB-C 3.1. Аудіороз'єм 3,5 мм відсутній, але активний зовнішній підсилювач все ще включено; варіанти підключення в основному залишаються незмінними.

### Програмне забезпечення
Xperia 5 працює на ОС Android 9.0 «Pie», а також має режими економії заряду акумулятора Smart Stamina та власні мультимедійні програми Sony. Він має вдосконалену систему Side Sense. Він працює через пару чутливих до дотику областей з обох боків телефону. Натискання або ковзання запускають різні дії, встановлені користувачем, більшість з яких можна налаштувати, включаючи чутливість зон дотику. Іншою функцією Side Sense є ярлик Pair, який після запуску з вікна Side Sense миттєво запускає налаштування розділеного екрана з вибраною парою програм, які можна налаштувати користувачем. У грудні 2019 року Sony почала поширювати Android 10 для Xperia 5, а 15 січня 2021 року для смартфона вийшов і Android 11 як для Xperia 5 так і для Xperia 1.